# Rjukanbanen
Rjukanbanen, oprindeligt Vestfjorddalsbanen, er en jernbane mellem Mæl (oprindeligt Rollag) ved Tinnsjå og Rjukan (oprindeligt Saaheim) i Norge. Hele strækningen ligger i Vestfjorddalen i Telemark og var oprindeligt en del af en sammenhængende transportkæde mellem Rjukan og Skien. Den blev åbnet i 1909, elektrificeret i 1911 som en af de første normalsporede jernbaner i Norge og nedlagt i 1991. Banen var en privatbane ejet og drevet af Hydro-selskabet Norsk Transportaktieselskab (Hydro Transport fra 1973) med forkortelsen Rj.B. (R.B. før 1921).
Navnet Rjukanbanen eller Rjukanbanene (flertal) blev oprindeligt benyttet om alle jernbanestrækningerne mellem Rjukan og Notodden, mens det der nu kaldes for Rjukanbanen hed Vestfjorddalsbanen. Efter at Tinnosbanen blev overført til Tinnoset-Porsgrunnbanen (T.P.B.) i 1920, blev betydningen gradvist ændret.
I 1996 oprettedes Stiftelsen Rjukanbanen med henblik med at etablere kørsel med veterantog på banen, en opgave der overgik til Norsk Industriarbeidermuseum i 2012. Ordinær trafik med turister om sommeren begyndte i 2016. Banen er en af de grundlæggende dele af Rjukan–Notodden industriarv, som blev optaget på UNESCO's liste over verdensarv i 2015.

## Historie
Rjukanbanerne blev bygget i forbindelse med Norsk Hydro store anlægsprojekter i Rjukan. Der var behov for at få transporteret råstoffer ind i landet og produkter ud til kysten. Hydro-selskabet A/S Rjukanfos begyndte allerede i 1904 at planlægge en industribane mellem Rjukan og Notodden, alene med det formål at dække Hydros egne behov. Det stødte imidlertid på stærk lokal politisk modstand, idet man var bange for, at de store udbygninger ikke ville komme området til gode. Det blev krævet at det skulle være en almindelig jernbane med person- og godstrafik.
Udbygningen af industrien i Vestfjorddalen med tilhørende trafikforbindelser blev formelt sat i gang, da Hydro sammen med en tysk investorgruppe ledet af Badische Anilin- und Soda-Fabrik oprettede de såkaldte "Rjukanselskapene", Norsk Kraftaktieselskab og A/S De Norske Salpeterverker, 13. april 1907. Norsk Transportaktieselskab blev oprettet 21. juni 1907 som et eget driftsselskab for jernbane- og færgedriften og var et datterselskab af Norsk Kraftaktieselskab. Samarbejdet med tyskerne viste sig ikke at fungere, og allerede i oktober 1911 blev de købt ud, mens det der tidligere hørte ind under Rjukanselskaberne blev overført til Rjukanfos.
Etableringen af Vestfjorddalsbanen, jernbanefærgen på Tinnsjå og Tinnosbanen til Notodden startede i 1907, efter at der var givet koncession 17. juli. Banen skulle oprindeligt have stået færdig i løbet af sommeren 1908, men den blev forsinket af flere årsager, først og fremmest af en storstrejke blandt anlægsarbejderne, der varede fra 29. juni til 6. oktober. Fra 18. februar 1909 kunne de første interne transporter køres med anlægstog på hele banen. Da jernbaneforbindelsen blev indviet af kong Haakon 7. udgjorde den sammen med Østkanalen mellem Notodden og Skien en sammenhængende forbindelse på 130 kilometer.
Selvom Rjukanbanerne blev bygget til drift med damplokomotiverne, lå det allerede ved den oprindelige koncessionsansøgning i kortene, at man ønskede at benytte sig af elektriciteten fra vandkraftværkerne, der var under bygning, til at drive banen med. 7. juni 1910 blev der givet koncession til at elektrificere banen, mens Norsk Transportakteselskab gav tyske AEG opgaven med elektrificeringen og levering af alt udstyr, herunder fem lokomotiver. Vestfjorddalsbanen blev åbnet for elektrisk drift 30. november 1911 som Norges anden normale jernbane, knap fem måneder efter Tinnosbanen der var den første. Den første smalsporede normale jernbane i Norge med elektrisk drift var Thamshavnbanen som åbnede i 1908, mens Skotfosbanen som åbnede i 1892 var den første industribane. Banen benyttede oprindeligt 10 kV, 162⁄3 Hz vekselstrøm, men spændingen blev øget til 15 kV som på resten af det norske jernbanenet 18. marts 1966.
Den største omlægning af banen fandt sted i 1912, da der blev anlagt en tunnel for at komme bag om den planlagte Såheim kraftstasjon.
Banens driftsleder fra 1912 til 1929 var ingeniøren Kristoffer Andreas Holmboe (1871–1956), der stod bag bygningen af Tinnosbanen. Rjukanbanen vil for altid være knyttet til den moderne industris indtog i Norge men også til norsk krigshistorie. Kampen om tungt vand under anden verdenskrig blev afsluttet, da norske sabotører sænkede dampfærgen DF Hydro på 430 meters dybde i Tinnsjøen 20. februar 1944.

### Vemorksporet
Det 5,22 km lange sidespor fra Rjukan Station til Vemork stod færdig i januar 1909. Strækningen har en stigning på 257 meter, svarende til 50 ‰ i gennemsnit, men med en største stigning på 55,6 ‰ og en mindste kurveradius på 56 meter. Til sammenligning har strækningen fra Mæl til Rjukan en største stigning på 18 ‰ og mindste kurveradius på 180 meter. Flåmsbanen, der siden fjernelse af Vemorksporet i 1991 er den stejleste normalsporede jernbane i Norge, har til sammenligning en største stigning på 55 ‰.

### Nedlæggelse, fredning og verdensarv
Persontrafikken på banen blev nedlagt allerede 31. maj 1970, fordi trafikbehovet efterhånden blev for lille. Togene blev erstattet med busser fra den lokale busselskab Tinn Billag, der fortsat korresponderende med færgerne.
Det sidste ordinære tog på Rjukanbanen kørte 4. juli 1991, og 5. juli blev den nedlagt officielt. Norsk Hydro havde flyttet produktionen andre steder hen og havde ikke længere brug for et storstilet transportsystem. Sporet fra Rjukan til Vemork blev fjernet, kort tid efter at trafikken på Rjukanbanen blev indstillet.
Anlægget blev fredet af Riksantikvaren i 2014, og i 2015 blev det optaget på UNESCO's verdensarvsliste som en del af Rjukan–Notodden industriarv.

### Rullende materiel
Det første damplokomotiv, bygget hos Sächsische Maschinenfabrik i 1901, blev købt brugt fra privatbaneselskabet Valdresbanen i maj 1908 og fik følgelig tilnavnet "Valdresmerra". Det andet, bygget hos Henschel & Sohn i 1907, blev erhvervet hos A/S Lorentzen & Wettre i Oslo. De fik henholdsvis nummer 1 og 2. Lokomotiv nummer 3 og 4 blev leveret fra henholdsvis fra hhv. A. Borsig og Orenstein & Koppel i 1908. Sidstnævnte fik tilnavnet "Odin". Hen mod slutningen af 1910'erne blev der desuden anskaffet et par rangerlokomotiver af type 25b.
Efter at banen blev elektrificeret i 1911, blev damplokomotiverne hovedsageligt benyttet til rangering. Nogle overgik desuden til interne brug på fabrikkerne, der til en vis grad havde egne lokomotiver, der adskilte sig fra de, der kørte på banen. Blandt andet fandtes der flere fyrløse damplokomotiver, der kørte på overskudsdamp produceret på fabrikkerne.
I forbindelse med elektrificeringen, der udførtes af AEG, blev det bestilt tre store og to små ellokomotiver. Det elektriske blev leveret af AEG, mens det mekaniske og vognkasserne blev leveret af Skabo. De tre store fik numrene 1, 2 og 3, mens de to små, der teknisk var halvt så store og først leverede i 1912, fik numrene 4 og 5. Der leveredes yderligere tre lokomotiver af den store type; nummer 6 i 1914 og 7 og 8 i 1918.
De første år benyttedes det samme materiel på både Vestfjorddalsbanen og Tinnosbanen, indtil sidstnævnte blev overført til T.P.B. 1. juli 1920 sammen med en del af materiellet. Damplokomotiverne 2 og 3 og ellokomotiverne 1, 3 og 4 skiftede ejer og fik med tiden NSB-litra. Nummer 1 blev dog købt tilbage i 1932.
I 1958 leveredes ellokomotiverne nummer 9 og 10 fra schweiziske Sécheron og tyske Jung, og de blev derefter de primære lokomotiver på banen. I 1961 kom der for første gang diesellokomotiver, nummer 20, 21 og 22 fra Henschel-Werke, der egnede sig til både rangering og tog. I forbindelse med at det sidste ellokomotiv af første generation blev taget ud af drift i 1966, blev spændingen ændret til den, som NSB brugte, og der blev købt to brugte lokomotiver af type El 1a, der fik numrene 14 og 15. Desuden blev det lejet et elektrisk museumslokomotiv af type El 5a for at varetage driften den sidste tid før nedlæggelsen i 1991, fordi de to lokomotiver fra Sécheron/Jung havde større fejl.

## Veteranbane
Efter nedlæggelsen i 1991 blev der gjort flere forsøg på at etablere kørsel med veterantog på Rjukanbanen. I 1996 blev Stiftelsen Rjukanbanen oprettet af ejerne Telemark fylkeskommune, Notodden kommune og Tinn kommune for at kunne bevare banen og drive den som veteranbane. I løbet af årene 1997-2002 blev banen, materiellet, færgerne og de tilhørende ejendomme overført fra Hydro Transport til stiftelsen.
Det materiel stiftelsen overtog omfattede ellokomotiverne 9 og 10, diesellokomotiverne 9 og 10, arbejdskøretøjer og en del godsvogne. Fra Rjukan Salpeterfabriker overtog man en lille rangertraktor af typen Schöma CFL 40 VR fra Christoph Schöttler Maschinenfabrik. Traktoren var fra 1971 men købt brugt til brug i Rjukan i midten af 1980'erne. Da den ikke havde noget kendt nummer, fik den nummer 23, som var det første ledige nummer efter Henschel-lokomotiverne. Fra Eidanger Salpeterfabriker overtog man et diesellokomotiv af typen Henschel DH 360 fra 1956 med nummer 18, og nummer 19, der blev leveret samtidig med og var identisk med 20–22.
Der blev også anskaffet gammelt materiel fra NSB, der ikke havde nogen speciel tilknytning til Rjukanbanen. Rangertraktoren Skd 213.65 blev anskaffet og givet nummer 24, efter Schöma-traktoren. Der blev også anskaffet flere motor-, mellem- og styrevogne type 67 og type 68, da der ikke fandtes brugbart persontogsmateriel tilbage på banen. Norsk Jernbanemuseums El 9.2064 blev deponeret hos stiftelsen men blev overtaget af jernbaneselskabet Norsk Transport AS i 2008.
I forbindelse med banens 100 års jubilæum blev der kørt veterantog på både Rjukanbanen og Tinnosbanen 8. og 9. august 2009 i samtrafik med færgen Storegut. Togene blev kørt af Norsk Museumstog med materiel fra Norsk Jernbaneklubb og Norsk Jernbanemuseum, der dog ikke havde nogen historisk tilknytning til banen. På Rjukanbanen blev togene trukket af diesellokomotivet Di 2.841, mens de på Tinnosbanen blev trukket af damplokomotivet 30a.271, med trævogne fra NSB på begge baner.
1. december 2012 overtog Norsk Industriarbeidermuseum (NIA) ansvaret for og ejerskabet af jernbaneanlægget, med materiel og bygninger, samtidig med at stiftelsen blev afviklet. Lokomotiv nummer 20 blev sendt til Marienborg i Trondheim for en større revision i 2013 og returnerede til Rjukan i 2015. I foråret 2016 fik NIA godkendelse fra Statens jernbanetilsyn til at drive veteranbane, så fra og med juli 2016 kunne man endelig kommer i gang med at køre med ordinære veterantog to dage om ugen i sommersæsonen, hvortil kom muligheden for at tilbyde særtog. Dermed gik en drøm i opfyldelse for Rjukanbanens venner, der havde taget sig af banen, efter at driften ophørte i 1991.